# Col de Val Louron-Azet
Der Col de Val Louron-Azet oder Col d' Azet ist ein 1580 Meter hoher Gebirgspass im französischen Teil der Pyrenäen. Er befindet sich in der Region Okzitanien im Département Hautes-Pyrénées und verbindet das Vallée d'Aure im Westen mit dem Vallée du Louron im Osten. Die Straße führt über die D225 von Azet, nahe Saint-Lary-Soulan über den Pass nach Génos nahe Loudenvielle.
Der Col de Val Louron-Azet liegt auf der Route des Cols, einer rund 1000 Kilometer langen Strecke, die über insgesamt 34 Pyrenäen-Pässe den Atlantik mit dem Mittelmeer verbindet. Zudem liegt knapp unterhalb der Passhöhe das Skigebiet Val-Louron.

## Lage und Streckenführung
Der Col de Val Louron-Azet liegt nördlich der Pic de Lustou (3023 m) und befindet sich in unmittelbarer Nähe des Col de Peyresourde (1569 m) und Col de Portet (2215 m).
Die Westauffahrt beginnt in Saint-Lary-Soulan auf der D25, wobei anfangs auch die schmalere D116 bis Sailhan genommen werden kann. Auf diesen ersten zwei Kilometern steigt die Straße nur moderat bei maximal 5 % an. Beim dritten Kilometer biegt die Straße in Estensan auf die D225 ab, die auf die Passhöhe führt. Nun beginnt die Straße stärker zu steigen und führt mit rund 8 % über Azet zum höchsten Punkt. Der gesamte Anstieg ist nur leicht bewaldet und führt über 10,7 Kilometer mit einer durchschnittlichen Steigung von 6,8 %.
Die Ostauffahrt von Génos ist mit einer Länge von 7,4 Kilometern deutlich kürzer und führt über 14 Kehren zur Passhöhe. Auf den ersten vier Kilometern werden die höchsten Steigungsprozente von über 10 % erreicht, ehe die Straße auf den letzten rund drei Kilometern über der Waldgrenze etwas abflacht. Nach rund sechs Kilometern teilt sich die Straße und bietet die Möglichkeit, über die D225a zur Station de Ski de Val Louron zu gelangen. Im Schnitt steigt die Ostauffahrt mit 8,3 % an.

## Radsport
In der langen Geschichte der Tour de France schien der Col de Val Louron-Azet bereits mehrmals im Programm der Rundfahrt auf. Die erste Überquerung fand im Jahr 1997 im Rahmen der 9. Etappe statt, die von Pau nach Loudenvielle führte. Damals passierte der spätere Tour-de-France-Sieger Marco Pantani den Pass der 1. Kategorie von der Westseite als erster.
In weiterer Folge wurde der Pass von beiden Seiten insgesamt acht weitere Male befahren. Mit Ausnahme von 2016 wurde in den Jahren 1999, 2001, 2005, 2013, 2014, 2018 und 2021 jedoch nur die Ostauffahrt genutzt. 2022 wurde der Col de Val Louron-Azet im Rahmen der 17. Etappe wieder von der Westseite befahren.
Bevor der Pass das erste Mal überquert wurde, führte die Tour de France im Jahr 1991 auf der 12. Etappe zur Station de Ski de Val Louron, die sich kurz vor dem Col de Val Louron-Azet befindet. Die Bergankunft gewann damals Miguel Indurain, der im selben Jahr auch die Gesamtwertung gewann.
| Jahr | Etappe     | Bergwertung  | Fahrer             |
| ---- | ---------- | ------------ | ------------------ |
| 1997 | 09. Etappe | 1. Kategorie | Marco Pantani      |
| 1999 | 15. Etappe | 1. Kategorie | Fernando Escartín  |
| 2001 | 13. Etappe | 1. Kategorie | Laurent Jalabert   |
| 2005 | 15. Etappe | 1. Kategorie | Laurent Brochard   |
| 2013 | 09. Etappe | 1. Kategorie | Simon Clarke       |
| 2014 | 17. Etappe | 1. Kategorie | Joaquim Rodríguez  |
| 2016 | 08. Etappe | 1. Kategorie | Wout Poels         |
| 2018 | 17. Etappe | 1. Kategorie | Julian Alaphilippe |
| 2021 | 17. Etappe | 1. Kategorie | Anthony Perez      |
| 2022 | 17. Etappe | 1. Kategorie | Tadej Pogačar      |

Neben der Tour de France stand der Anstieg des Col de Val Louron-Azet auch bereits im Programm der kleineren Route d’Occitanie.

## Wintersport
Der Col de Val Louron-Azet dient als Zufahrt zum Skigebiet Val-Louron. Die D225 führt von Génos auf eine Höhe von 1450 Meter, wo sich ein Parkplatz sowie mehrere Unterkünfte befinden. Das Skigebiet bietet insgesamt 19 Pistenkilometer und 9 Lifte, die die Touristen auf eine maximale Höhe von 2058 Meter befördern.